# Wilhelm Kåge
Algot Wilhelm Kåge, ursprungligen Nilsson, född 6 mars 1889 i Jakobs församling, död 25 november 1960 i Stockholm, var en svensk konstnär, målare och keramiker. Kåge är känd för sina verk för Gustavsbergs porslinsfabrik, där han var konstnärlig ledare 1917–1949.

## Biografi

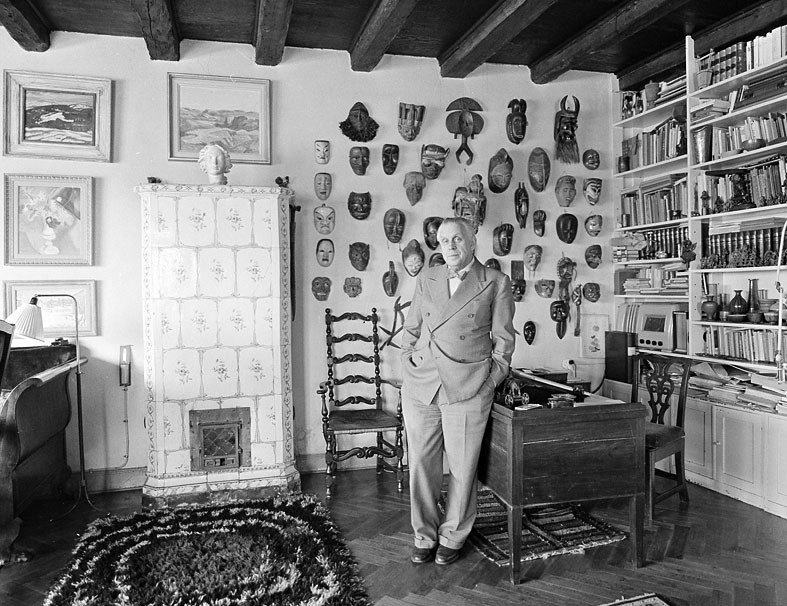
Wilhelm Kåge i sin bostad i Schinkels malmgård 1955.

Kåge växte upp i Stockholm som yngsta barnet i en syskonskara på sju barn i en välbärgad handlarfamilj. Ett av hans syskon var skådespelaren Ivar Kåge som i början av 1900-talet tog sig namnet Kåge. Namnet Kåge kommer från moderns hemort Kågeröd. När Wilhelm Kåge var 13 år gammal skildes föräldrarna. I samband med det tog sig även övriga syskon efternamnet Kåge. Familjen bodde på ett flertal olika adresser på Östermalm. Kåge var gift första gången med Jenny Hasselquist och i andra äktenskapet med Lilian Rössel. I början av fyrtiotalet gifte han sig med Gabriella Kesztler (1910-1994). Paret fick två barn, Christina (1942) och Anders (1944).
Wilhelm Kåge fick dåliga betyg i skolan förutom i teckning. Redan som 12-åring fick han i en slakteributik uppdrag att mot gratis mat till sin hund måla butikens skyltar. Sommaren 1905 genomgick han en akvarellkurs i Visby. 1907 började Kåge lästa dekorationsmålning på Tekniska skolan i Stockholm men hoppade av efter ett år då han fann undervisningen ålderdomlig. Samma år flyttade han med modern till Stocksund. 1909 insjuknade Kåge allvarligt i scharlakansfeber och var då nära döden. 1910 vistades Kåge en tid hos bekanta i Ukraina där han ägnade sig åt måleri, en period som kom att betyda mycket för hans konstnärliga utveckling.
1910 kom han in på Konsthögskolan Valand i Göteborg, där han studerade för Carl Wilhelmson. Här lärde han bland annat känna Vera Nilsson, Mollie Faustman, Edvin Ollers och Carl Kylberg. Efter studierna vid Valand fortsatte Kåge med studier för Johan Rohde i Köpenhamn där han lärde känna Gösta Adrian-Nilsson och första gången blev närmare bekant med den moderna konsten. Särskilt Pierre Bonnard blev en viktig inspiration för Kåge. 1912-1913 drabbades Kåge av en depression, varefter han återvände till Stockholm där han våren 1913 utbildade sig i litografisk teknik.
Han studerade grafisk konst i München 1914. Under första världskriget blev han känd i Sverige för sina färgstarka affischer till teatrar, lotterier och utställningar. Kåge har producerat ett trettiotal affischer och var en av de första i Sverige att använda affisch som kommunikationsmedel. Kåges affischkonst uppmärksammades av Svenska slöjdföreningen som satte honom i kontakt med Gustavsbergs porslinsfabrik som behövde nya produkter inför Hemutställningen på Liljevalchs konsthall i Stockholm 1917. Till utställningen formgav Kåge "Arbetarservisen", modell KG, med sin mest kända dekor Liljeblå. Namnet Liljeblå var en kombination av "Liljevalch" och "blå". Han formgav även utställningens affisch.
Under 1920-30-talen formgav Kåge ett 30-tal serviser däribland vardagsservisen Pyro, i ugnssäkert flintgods, tillverkat mellan 1929 och 1955, som fortfarande finns i en del svenska hem. En annan servis var Guldstjärna som tillverkades i benporslin från 1923 till 1960. År 1933 kom flintgodsservisen Praktika, "Funktionalismens servis" som följde funktionalismens programidéer om rationell tillverkning och multifunktionella delar. Servisen upplevdes dock som klumpig och tråkig och blev ingen försäljningssuccé. 1938 formgavs Kåges mest folkkära servis, modell WB, även kallad "De mjuka formernas servis", som med dekoren Grå ränder (1945-69) blev en stor framgång i över två decennier.
Kåge framställde även konstgods, bland annat färgglada fajanser (1942-53) och stengods som Farstagods (1930-60) och Argenta (1930-1970-talet) med grön kopparglasyr och silverdekor, som blev en av Gustavsbergs största succéer. Även serierna Carrara, Surrea och Våga var framgångsrika.
År 1928 deltog Kåge tillsammans med flera andra svenska konstnärer i utsmyckningen av fartyget M/S Kungsholm.
Wilhelm Kåge initierade konstverkstaden Gustavsbergs Studio 1942, där han tillsammans med sin förre elev Stig Lindberg och sin tidigare drejare Bernt Friberg skapade konstgods och utvecklade förslag till nya serviser. Bland Kåges adepter hörde Ursula Printz. År 1951 fick Kåge professors titel. Han finns representerad vid ett flertal museer, bland annat Nationalmuseum, Röhsska museet, samt Victoria and Albert Museum i London. Kåge är begravd på Norra begravningsplatsen i Stockholm. 

## Arbeten i urval

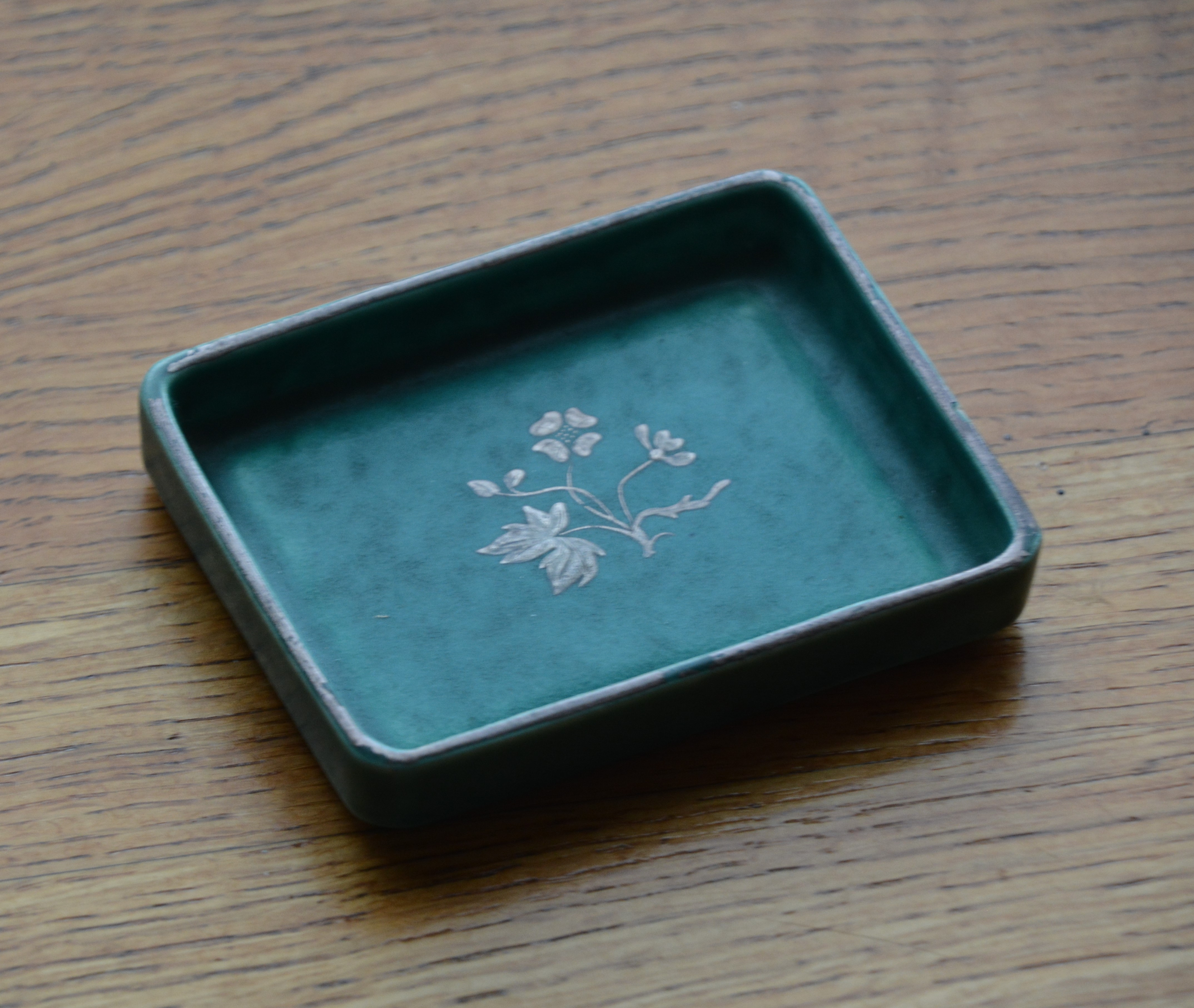
Argentaaskfat
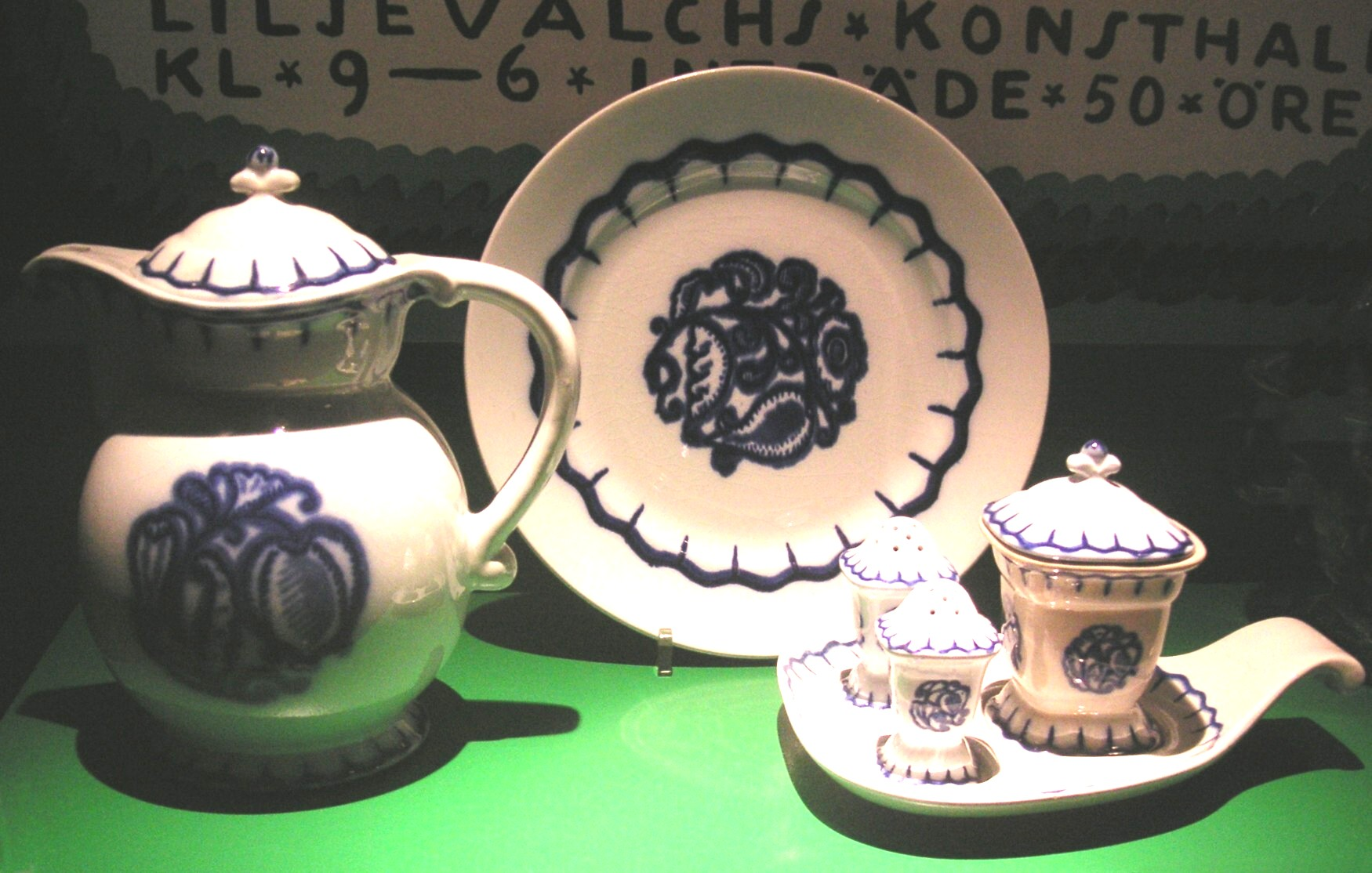
Liljeblå
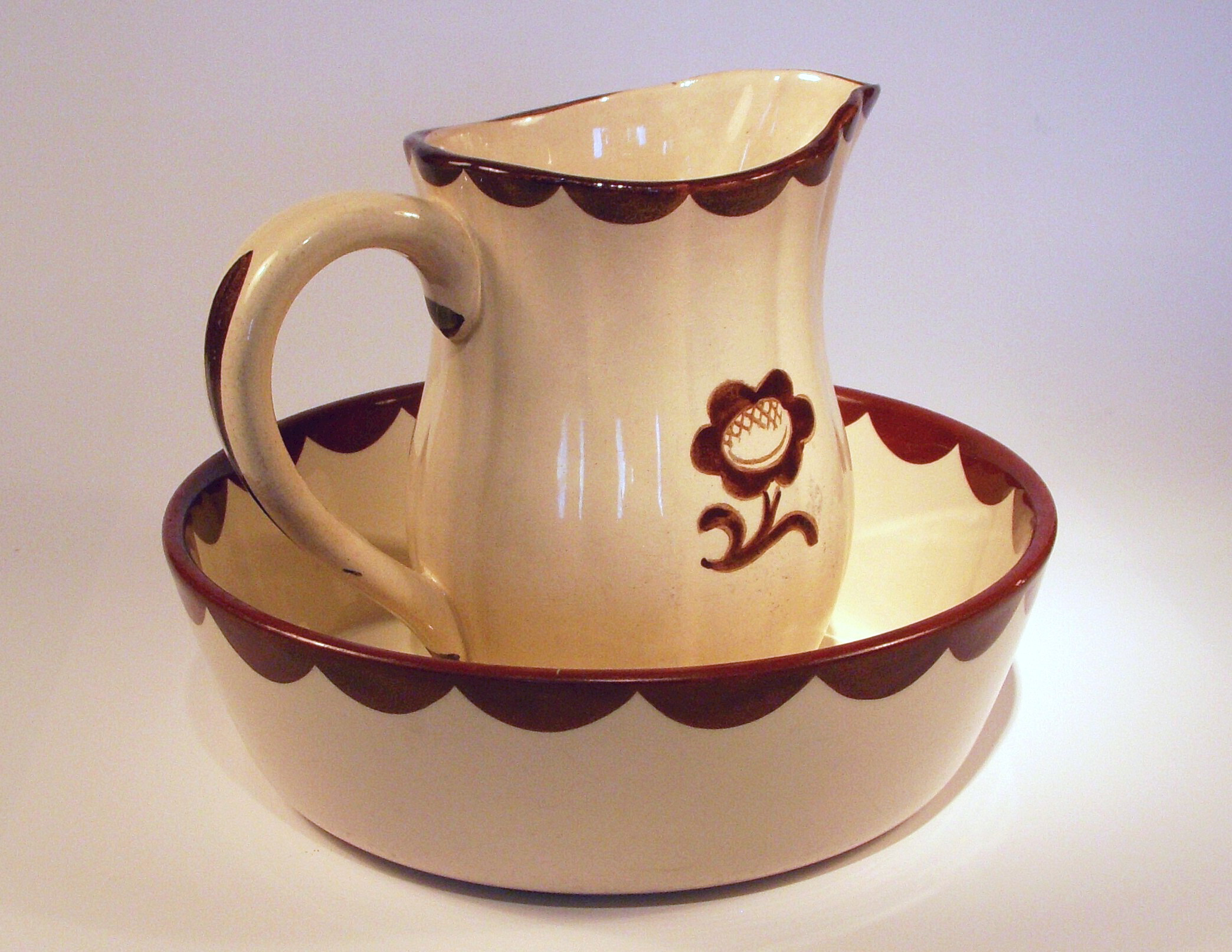
Pyro
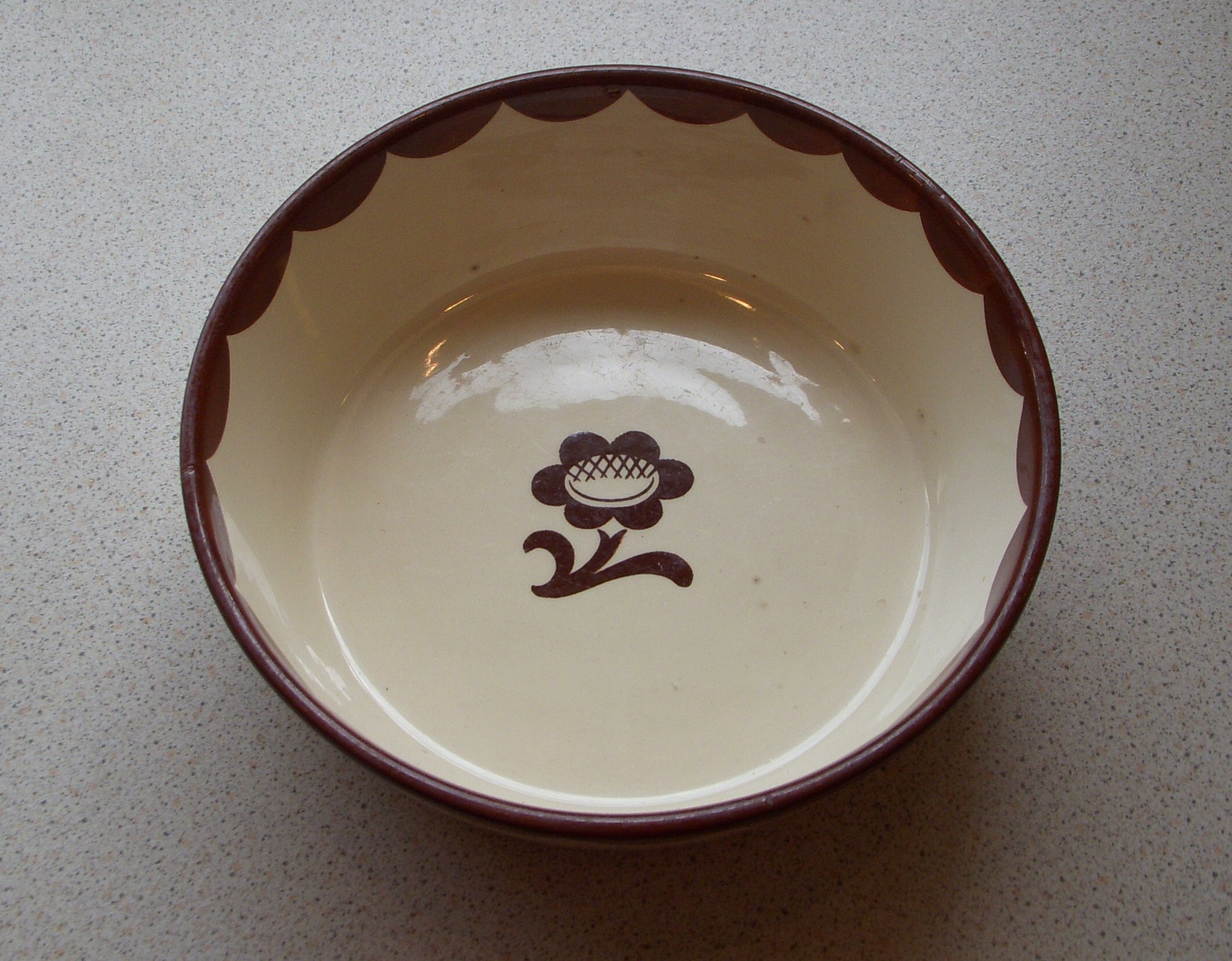
Pyro
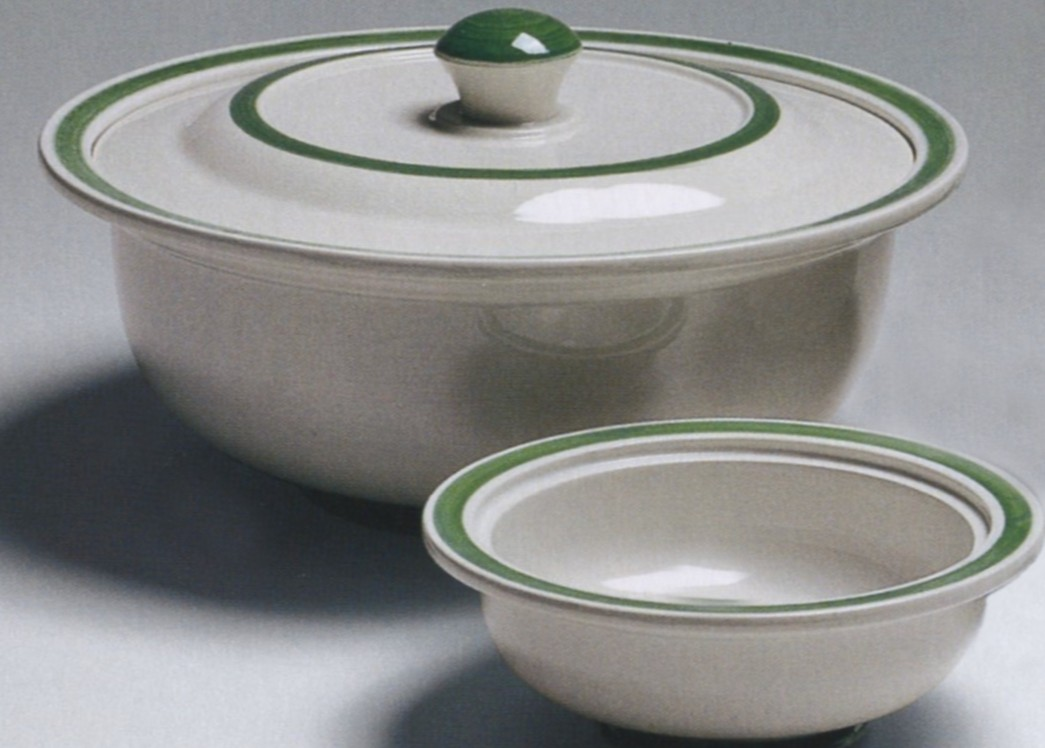
Praktika